# Паљијароне (Салерно)
Паљијароне (итал. Pagliarone) је насеље у Италији у округу Салерно, региону Кампанија.
Према процени из 2011. у насељу је живело 1782 становника. Насеље се налази на надморској висини од 45 м.